# Death Stranding: Timefall (Original Music from the World of Death Stranding)
Death Stranding: Timefall (Original Music from the World of Death Stranding) è una colonna sonora del videogioco Death Stranding, pubblicata il 9 novembre 2019 dalle etichette RCA Records e Sony Interactive Entertainment.

## Descrizione

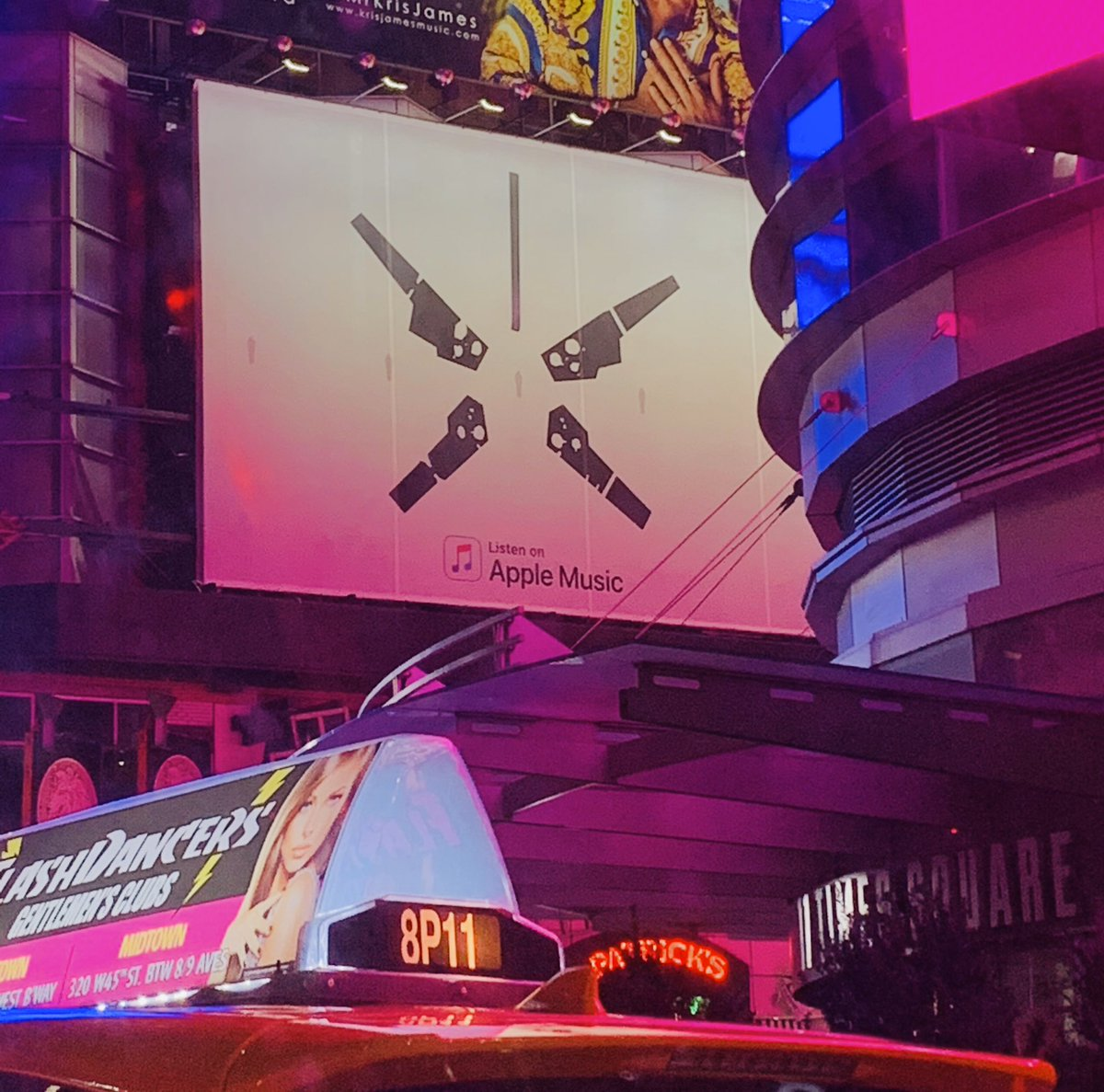
La copertina di Timefall su un cartellone pubblicitario a Times Square

Frutto di una collaborazione tra la RCA Records e Sony Interactive Entertainment, l'album comprende composizioni originali realizzate da vari artisti per Death Stranding, tutte ispirate allo scenario e alle tematiche del videogioco.

## Tracce
1. Major Lazer e Khalid – Trigger – 2:52 (Andrew Wyatt, Bas van Daalen, Jasper Heiderman, Khalid Robinson, Philip Meckseper, Thomas Pentz)
2. Au/Ra e Alan Walker – Ghost – 2:59 (Alan Walker, Andrew Frampton, Coltron Avery, Fredrick Borch Olsen, Jamie Aura Stenzel, Marcus Ambekk, Max Farrar)
3. Chvrches – Death Stranding – 5:19 (Iain Cook, Lauren Mayberry, Martin Doherty)
4. The Neighbourhood – Yellow Box – 3:03 (Brandon Fried, Danny Parra, Dylan Bauld, Jeremiah Freedman, Jesse James Rutherford, Michael Margott, Zachary Abels)
5. The S.L.P. – Meanwhile... in Genova – 3:26 (Sergio Pizzorno)
6. Bring Me the Horizon – Ludens – 4:38 (Oliver Sykes, Jordan Fish)
7. Flora Cash – Born in the Slumber – 3:33 (Cole Randall, Shpresa Lleshaj-Randall)
8. Missio – Sing to Me – 3:10 (David Butler, Dwight A. Baker, Matthew Brue)

Traccia bonus nella edizione deluxe digitale di Death Stranding
1. Death Stranding: Timefall - Behind the Scenes Making of Digital Video – 8:15

## Classifiche
| Classifica (2019) | Posizione massima |
| ----------------- | ----------------- |
| Finlandia         | 39                |